# 呂桑反應爐
呂桑反應爐（英語：Lucens reactor）位於瑞士呂桑，是一座30兆瓦熱能的實驗用反應爐。使用二氧化碳為冷卻劑，重水作中子減速劑。此反應爐在1968年1月29日連結到電網，但1969年的1月21日因受損的燃料和不成熟的設計，發生了冷卻劑流失事故和爆炸，造成部份爐心熔毀，反應爐中有大量的核反應物污染
。

## 堆芯熔毁
该设施原计划运行至1969年底，但在1969年1月21日启动过程中发生核电站冷却剂丧失事故，导致堆芯部分熔毁，洞穴空间遭受放射性污染，随后被永久封闭。根据国际原子能机构1990年颁布的《国际核事件分级表》标准，此次事件被评定为4级"具有局部影响的事故"。
事故起因是停堆期间水汽在部分镁合金燃料元件部件表面凝结引发腐蚀，腐蚀产物在燃料通道内堆积。其中一条垂直燃料通道被严重堵塞，阻碍了二氧化碳冷却剂流动，导致镁合金包壳熔化并进一步阻塞通道。温度持续升高使金属铀燃料接触冷却剂，最终在二氧化碳环境中发生燃烧。燃烧的燃料组件因过热弯曲使压力管破裂，二氧化碳冷却剂由此泄漏出反应堆。
尽管反应堆洞穴遭受严重污染，但工作人员与公众均未受到辐射伤害。洞穴经过去污处理，反应堆在随后几年被逐步拆除。该设施于1988年正式退役，末批放射性废物于2003年清运完毕。残余废料目前封存在混凝土填充的反应堆内，暂无移除计划。